# Petrus Johannis Rudbeckius (skald)
Petrus Rudbeckius, eller Petrus Johannis Rudbeckius den äldre,  född 17 januari 1578 i Ormesta i Almby socken nära Örebro, död 26 augusti 1629 i Köping, var en svensk professor, riksdagsman, psalmist, och kontraktsprost.

## Biografi
Petrus Rudbeckius var son till Johan Pedersson Rudbeck som invandrat från Holstein och var stadsskrivare i Örebro, och Christina Bose, och bror till Jacobus Boose Rudbeckius och  Johannes Rudbeckius. Efter studier i Örebro kom Petrus Johannis Rudbeckius 1598 till Uppsala universitet med sin bror Johannes. Där studerade de båda i tre år innan de tillsammans 1601 reste till Tyskland. Petrus Rudbeckius blev filosofie magister i Wittenberg vid universitetets 100-årsjubileum 1602. Han rangordnades som nummer 13 av de 64 som på kurfurstens bekostnad promoverades under festligheterna. Bröderna for sedan vidare till Jena, och återkom 1604 till Sverige. I Sverige hade fadern, en bror och alla deras systrar dött i pesten.
1605 utnämndes han till professor vid Uppsala universitet, och var vid sidan av detta informator åt Svante Stures son Sten. 1608 disputerade han under kalvinisten Forbesius, blev 1609 professor i eloquentiae (vältalighet), och 1611 professor i fysik. När kyrkoherde professor Johannes Blanchovius avlidit begärde Umeå landsförsamling och ärkebiskop Petrus Kenicius att Claudius Opsopæus skulle efterträda denne, men kungen utsåg i stället Rudbeckius till tjänsten, uttryckligen för att Rudbeckius skulle komma ifrån osämjan som härjade på universitetet. Den 23 augusti 1613 fick han fullmakt som pastor och præpositus i Umeå.
Redan 1617 berättade Rudbeckius för församlingsborna att han inte ämnade bli kvar i Umeå, och 1620 begav han sig utan någon anställning till sin gård i Örebro. Under åren 1625 till 1627 var han lektor i teologi i Västerås på Rudbeckianska gymnasiet samt prebendepastor i Skerike, innan han blev kyrkoherde och kontraktsprost i Köping vilket han var från 1627. Samma år representerade han prästståndet i riksdagen, och undertecknade riksdagens beslut samt ständernas utskottsbeslut året därefter. Han avled 1629 och begravdes i Köpings kyrka.
1623 utgav han en svensk psalmbok (Enchiridion), som utkom i ett tiotal upplagor. 1624 publicerade Petrus Johannis Rudbeck två uppfostrande arbeten på svensk vers och prosa riktad till unga adelsmän med titlarna Insignis pueritiam, "Utmärkt barndom", och Insignis adolescentia, "Utmärkt ungdom". I det senare verket ingår en allegorisk dikt om Herkules, något som kanske gav Georg Stiernhielm inspiration till denne lärodikt med samma innehåll.
Rudbeckius gifte sig 1605 med Brita Andersdotter (1575–1647), borgardotter från Stockholm. Paret fick bara ett barn, dottern Margareta, som gifte sig med domprosten i Västerås Gabriel Holstenius, och sedan hon blivit änka gifte om sig med en skomakardräng.

## Psalmer
- Vi önska nu vår brudgum och brud 1622, finns med i 1695 års psalmbok nr 328 där Jesper Swedberg anges som författare och 1819 års psalmbok som nr 571 utan att författaren anges, 1937 års psalmbok som nr 232. Högmarck (1736) anger dock att "D. Swedberg Har honom mycket förändrat. Then 2. wersen lydde fordom så..." [2] Finns på Wikisource.